# Gomphidia bredoi
Gomphidia bredoi – gatunek ważki z rodziny gadziogłówkowatych (Gomphidae). Występuje w Afryce Subsaharyjskiej; stwierdzony w Ugandzie, Demokratycznej Republice Konga i Ghanie, być może występuje też w sąsiednich krajach.